# 고, 디에고, 고!
고, 디에고, 고!(Go, Diego, Go!)는 2005년 9월 6일 니켈로디언에서 첫 방영되어 미국에서 2011년 9월 16일에 종료된 미국 애니메이션 인터랙티브 제4의 벽 어린이 TV 프로그램이다. 크리스 기퍼드와 발레리 월시 발데스(Valerie Walsh Valdes)가 제작하고 총괄 제작한 이 시리즈는 도라 디 익스플로러의 스핀오프 쇼로 동물을 구하고 환경을 보호하는 모험을 자주 하는 8세 소년 도라(Dora)의 사촌 디에고(Diego)의 이야기를 따른다.
80개 에피소드로 구성된 5시즌 동안 방영된 이 시리즈는 2005년 9월 6일 화요일 오후 8시에 니켈로디언 황금 시간대에 첫 방영되었다. 이 쇼는 2005년 9월 17일부터 2006년 9월 9일까지 11개월 3주 동안 "닉 온 CBS(Nick on CBS)"에서 재방영되었다.
이 시리즈는 비평가들로부터 호평을 받았으며 이중 언어를 구사하는 라틴계 주인공을 묘사한 것으로 특별한 호평을 얻었으며 2008년부터 2012년까지 "뛰어난 어린이 프로그램"으로 NAACP 이미지 어워드 후보로 총 4개 후보에 올랐으며 이미진 어워드(Imagen Award)와 영 아티스트 어워드도 수상했다. 디에고 역의 목소리로 제이크 T. 오스틴이 수상 후보에 올랐다.